# Livio Simonet
 (décembre 2022).
La mise en forme du texte ne suit pas les recommandations de Wikipédia : il faut le « wikifier ».
Les points d'amélioration suivants sont les cas les plus fréquents. Le détail des points à revoir est peut-être précisé sur la page de discussion.
- Les titres sont pré-formatés par le logiciel. Ils ne sont ni en capitales, ni en gras.
- Le texte ne doit pas être écrit en capitales (les noms de famille non plus), ni en gras, ni en italique, ni en « petit »…
- Le gras n'est utilisé que pour surligner le titre de l'article dans l'introduction, une seule fois.
- L'italique est rarement utilisé : mots en langue étrangère, titres d'œuvres, noms de bateaux, etc.
- Les citations ne sont pas en italique mais en corps de texte normal. Elles sont entourées par des guillemets français : « et ».
- Les listes à puces sont à éviter, des paragraphes rédigés étant largement préférés. Les tableaux sont à réserver à la présentation de données structurées (résultats, etc.).
- Les appels de note de bas de page (petits chiffres en exposant, introduits par l'outil «  Source ») sont à placer entre la fin de phrase et le point final[comme ça].
- Les liens internes (vers d'autres articles de Wikipédia) sont à choisir avec parcimonie. Créez des liens vers des articles approfondissant le sujet. Les termes génériques sans rapport avec le sujet sont à éviter, ainsi que les répétitions de liens vers un même terme.
- Les liens externes sont à placer uniquement dans une section « Liens externes », à la fin de l'article. Ces liens sont à choisir avec parcimonie suivant les règles définies. Si un lien sert de source à l'article, son insertion dans le texte est à faire par les notes de bas de page.
- La présentation des références doit suivre les conventions bibliographiques. Il est recommandé d'utiliser les modèles {{Ouvrage}}, {{Chapitre}}, {{Article}}, {{Lien web}} et/ou {{Bibliographie}}. Le mode d'édition visuel peut mettre en forme automatiquement les références.
- Insérer une infobox (cadre d'informations à droite) n'est pas obligatoire pour parachever la mise en page.

Pour une aide détaillée, merci de consulter Aide:Wikification.
Si vous pensez que ces points ont été résolus, vous pouvez retirer ce bandeau et améliorer la mise en forme d'un autre article.
Livio Simonet, né le 24 août 1998 à Lenzerheide, est un skieur alpin suisse spécialisé dans les disciplines techniques, particulièrement le géant.
Vainqueur du Team Event des finales de Coupe du Monde 2022.
5ème de la Coupe d'Europe de géant en 2022.
Champion de Suisse de Suisse de géant en 2020.
Il fait partie du Cadre B de Swiss-Ski durant la saison 2022-2023.
Il est le frère de Sandro Simonet, également skieur en Coupe du Monde.

## Biographie

### Débuts
Il grandit à Lenzerheide, dans les Grisons. Il reconnaît pourtant qu'enfant il n'aimait pas vraiment le ski et préférait le football. Il a commencé le ski de compétition avant tout pour essayer de rivaliser avec son frère aîné Sandro.
Le 2 décembre 2014, il dispute à 16 ans sa première course FIS, le slalom de Davos. Il entre pour la première fois dans le top30 le 9 avril 2015 lors du combiné FIS de Veysonnaz où il se classe 30ème. Le 1er décembre 2016, il entre pour la première fois dans un top10 FIS en prenant la 5ème place du géant d’Arosa.

### Saison 2017-2018
Il réussit 3 nouveaux top10 au niveau FIS, avec la 10ème place du géant de Hochfügen en décembre, la 9ème place de la descente de Stoos et, le lendemain sur la même piste, la 5ème place du Super G.

### Saison 2018-2019: débuts en Coupe d’Europe
Il prend son premier départ de Coupe d'Europe le 12 décembre lors du Super G de St-Moritz. Il prend part durant la suite de la saison à trois autres épreuves à ce niveau, dès le lendemain toujours à St-Moritz puis deux slaloms à Gstaad en février.
Sur le circuit FIS, il est 15 fois dans le top10, dont cinq top5, et remporte même ses deux premières victoires. D'abord le slalom du 25 janvier à Meiringen, pour ce qui est aussi son premier podium, puis le géant du 27 février, également organisé à Meiringen au lendemain d'une première course dont il avait pris la deuxième place.
En mars, il participe aux Universiades 2019 de Krasnoïarsk et obtient le bronze en géant, apportant à la Suisse sa sixième médaille en ski alpin. Il avait auparavant pris la 5ème place du Team Event (avec Lara Zürcher, Anne-Sophie Loretan et Nicola Niemeyer) et pris le départ du slalom.
Il est promu en fin de saison dans le cadre C de Swiss Ski.

### Saison 2019-2020: premiers points en Coupe d’Europe
Il intègre pour la première fois le top30 en Coupe d'Europe lors du géant de Meribel du 30 janvier en se classant à la 14ème place.
Au niveau des épreuves FIS, il réussit six top5, dont deux 2ème place à Zinal en novembre et surtout une nouvelle victoire lors du géant d'Anzère en janvier.

### Saison 2020-2021: champion de Suisse
Quatre fois dans le top30 en Coupe d'Europe lors des géants de Zinal en décembre, Folgaria et Berchtesgaden en février et Reiteralm en mars, il progresse également sur le circuit FIS avec sept top5 en géant, dont 6 podiums : victorieux en décembre à Veysonnaz, 3ème et vainqueur à Anzère en février, 2ème à Kronplatz et 3ème à Malbun en mars et 2ème à St-Luc en avril.
En décembre, il devient champion de Suisse de géant 2020, la compétition ayant été reportée à cause du covid19, et prend la 3ème place du géant des championnats de Suisse 2021 en mars.Il est promu en fin de saison dans le cadre B de Swiss Ski.

### Saison 2021-2022: première victoire en Coupe du Monde
En Coupe d'Europe, il rentre à six reprises parmi les 30 premiers, uniquement en géant, dont trois fois dans le top10. Le 4 février, il prend ainsi la 7ème place à Reiteralm, puis fête son premier podium le 18 février à Oppdal puisqu'il n'est battu que par l'Andorran Joan Verdú pour 38 centièmes, performance qu'il était près de rééditer le lendemain puisqu'il sort en seconde manche après avoir signé le 2ème temps lors de la première. Il prend enfin la 4ème place du géant des finales à Soldeu, obtenant finalement le 5ème rang du classement de la saison dans la discipline.
Il réussit en outre 5 top5 au niveau FIS, dont la victoire fin janvier au géant de Kirchberg et la deuxième place début mars à Maria Alm du géant comptant pour les championnats nationaux des Pays-Bas.
Cette saison marque aussi ses débuts en Coupe du monde en novembre pour le parallèle de Zürs. Il ne parvient pas à passer la phase de qualification. Mi-mars, il est convoqué pour les deux géants de Kranjska Gora mais sort de la piste à chaque fois dès la première manche.
La saison se conclut néanmoins en apothéose puisqu'il fait partie de ce qui est présenté comme "l’étonnant quatuor helvétique appelé à défendre les chances de l’équipe nationale" pour le Team Event des finales de Coupe du Monde à Meribel pour lequel "l’intérêt des meilleurs athlètes est limité". Aux côtés de deux autres jeunes athlètes peu ou pas expérimentés en Coupe du Monde, Delphine Darbellay et Fadri Janutin, et d'Andrea Ellenberger, championne du monde 2019 de la spécialité, il se révèle être l'élément-clé de l'équipe en signant les deux meilleurs temps de la journée (21''95 et 21''96, le seul en-dessous des 22''). La Suisse bat en finale les champions olympiques autrichiens 3-1, notamment grâce à son duel remporté avec 0''68 d'avance face à Stefan Brennsteiner. Le retentissement médiatique est inédit[Interprétation personnelle ?] en Suisse pour une simple victoire de Coupe du Monde,,,,,,,,,,,,.

## Palmarès

### Coupe du Monde
- Première course : 14 novembre 2021, parallèle de Zürs, DNF2
- Premier top30 et première victoire : 18 mars 2022, Team Event de Méribel
- 2 podiums par équipes.
- Total top30 : 1 (dernière mise à jour : avril 2022)

| Saison/Classement | Général | Général | Slalom | Slalom | Géant  | Géant  | Super G | Super G |
| Saison/Classement | Class.  | Points  | Class. | Points | Class. | Points | Class.  | Points  |
| ----------------- | ------- | ------- | ------ | ------ | ------ | ------ | ------- | ------- |
| 2021-2022         | -       | -       | -      | -      | -      | -      | -       | -       |

### Coupe d'Europe
- Premier départ : 12 décembre 2018, Super G de St-Moritz, DNF
- Premier top30 : 30 janvier, 2020, géant de Méribel, 14ème
- Premier top10 : 4 février 2011, géant de Reiteralm, 7ème
- Premier podium : 18 février 2022, géant d’Oppdal, 2ème
- Première victoire : -

- Meilleur résultat : 1 victoire en géant (dernière mise à jour : 12 décembre 2022)[36]

- Total top10 : 5 (dernière mise à jour : 12 décembre 2022)[37]
- Total podiums : 5 (dernière mise à jour : 12 décembre 2022)[38]
- Total victoire : 1 (dernière mise à jour : 12 décembre 2022)[36]

| Saison/Classement | Général | Général | Slalom | Slalom | Géant  | Géant  | Super G | Super G |
| Saison/Classement | Class.  | Points  | Class. | Points | Class. | Points | Class.  | Points  |
| ----------------- | ------- | ------- | ------ | ------ | ------ | ------ | ------- | ------- |
| 2018-2019         | -       | -       | -      | -      | -      | -      | -       | -       |
| 2019-2020         | 155e    | 18      | -      | -      | 51e    | 18     | -       | -       |
| 2020-2021         | 141e    | 30      | -      | -      | 45e    | 30     | -       | -       |
| 2021-2022         | 32e     | 206     | -      | -      | 5e     | 206    | -       | -       |

### Championnats de Suisse
Champions de Suisse de géant 2020 
 Troisième du géant 2021